# Văleni (Pădureni), Vaslui
Văleni este un sat în comuna Pădureni din județul Vaslui, Moldova, România. În trecut, localitatea se numea Șchiopeni, numele fiind schimbat prin Decretul Nr. 799 din 17 decembrie 1964.
 Acest articol despre o localitate din județul Vaslui este deocamdată un ciot. Puteți ajuta Wikipedia prin completarea lui.